# Macrozamia mountperriensis
Macrozamia mountperriensis es una especie de plantas de la familia Zamiaceae,  endémica del estado australiano de Queensland. 

## Descripción
Se trata de una planta acaulescente, el tallo tiene un diámetro de entre 25 a 40 centímetros. Las hojas, que varían entre una tonalidad verde claro a verde oscuro, son muy brillantes, y presentan una longitud de entre 90 a 150 centímetros. El raquis es recto y rígido, no está torcido en espiral. En él se insertan de 50 a 110 folíolos. El pecíolo tiene una largura de un rango de entre 30 a 75 centímetros, con una anchura de 5 a 7 milímetros en los pecíolos más bajos; los pecíolos basales no están reducidos a espinas.  Los conos de polen son fusiformes, de 17 a 23 centímetros de largo, 3,5 a 4 centímetros de diámetro; el esporangio presenta las siguientes dimensiones: 13 milímetros de largo, 11 de ancho.

## Distribución geográfica
La especie se da en el sureste del estado de Queensland, en Australia, donde se distribuye desde la región de Mount Perry, al este de Bundaberg, hasta en colonias dispersas que llegan a Biggenden por el sur y a Aramara por el este. Los registros de la especie indican que se da en un rango de altitud de entre 50 a 400 m s. n. m.

## Nombre
El epíteto mountperriensis hace referencia a la localidad de Mount Perry, en el estado de Queensland.